# Mesó
|  | Aquest article tracta sobre la partícula. Vegeu-ne altres significats a «Mesó (actor)». |

Els mesons són partícules compostes d'un nombre parell de quarks i, per tant, poden interaccionar mitjançant la força nuclear forta. A diferència dels barions, tenen espín enter (poden tenir espín 0 o 1) i són, en conseqüència, bosons. Els mesons juntament amb els barions formen la família dels hadrons (partícules compostes per quarks). Exemple de mesons són els pions i els kaons.
Segons el seu comportament respecte de rotacions es classifiquen en mesons escalars, mesons pseudoescalars, mesons vectors o mesons pseudovectorials.

## Història

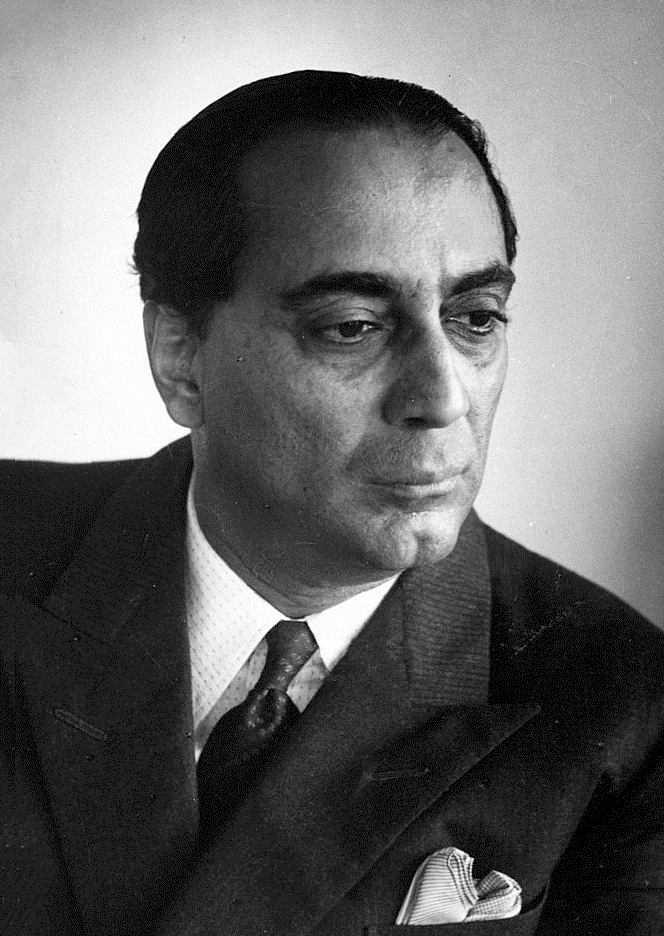
Homi Jehangir Bhabha.

L'any 1934, el físic japonès Hideki Yukawa (1907-1981) proposà una teoria per a la força nuclear forta, la que manté units els protons i els neutrons al nucli atòmic, que requeria l'existència d'un nou tipus de partícula, avui dia anomenada pió o mesó π. El 1937 es descobriren unes partícules amb una massa similar a la predita per Yukawa durant l'estudi dels raigs còsmics. Però es considerà que la nova partícula no podia tenir relació amb la força nuclear forta perquè les seves traces anaven molt més lluny de la distància a què actua aquesta força fonamental. Per tant, havia de ser una partícula similar a l'electró però molt més massiva. Aquesta partícula és la que avui dia rep el nom de muó o mesó μ. El pió seria descobert deu anys més tard de la seva predicció. El 1948 es produïren pions de manera artificial al ciclotró del Laboratori Nacional de Lawrence Berkeley i l'any següent Yukawa rebé el Premi Nobel de Física per la seva predicció de l'existència dels mesons.

Els físics estatunidencs Carl D. Anderson (1905-1991) i Seth Neddermeyer (1907-1988), codescobridors del muó als raigs còsmics, proposaren anomenar la partícula mesotron, derivat del prefix grec μεσο– meso–, que significa ‘mig, intermedi’, en referència a les seves masses intermediàries entre la de l'electró i la del protó; i amb la terminació –tron, com als mots anglesos electron i proton. El físic Homi J. Bhabha (1909-1966), considerat el pare de la física nuclear a l'Índia, suggerí el nom més curt meson ‘mesó’ l'any 1939 perquè la terminació posada per Anderson i Neddermeyer no era correcta perquè la –tr– no és part de la terminació, sinó de l'arrel electr– i neutr–. Per tant, la terminació en anglès ha de ser –on (–ó en català).

Estructura d'un pió o mesó π.

Malgrat la seva inestabilitat, molts mesons duren prou temps per poder ser observats amb detector de partícules, permetent als investigadors reconstruir els moviments dels quarks. Qualsevol model que intenti explicar els quarks ha de poder elucidar adequadament el comportament dels mesons. Un dels primers èxits del camí òctuple —una classificació de les partícules ideada pels físics Murray Gell-Mann (1929-2019) i Yuval Ne'eman (1925-2006)— fou la predicció del mesó eta, descobert el 1962. Uns anys després, la taxa de desintegració del mesó π en dos fotons fou utilitzada per donar suport a la hipòtesi que els quarks poden assumir una de les tres càrregues de color. Els estudis dels modes de desintegració competidors dels mesons K, que es produeixen mitjançant la força feble, han portat a una millor comprensió de la paritat (la propietat d'una partícula elemental o sistema físic que indica si la seva imatge especular es produeix en la naturalesa) i la seva no conservació en la interacció feble. La violació CP (la violació de les lleis de conservació combinades associades a la càrrega C i la paritat P) es va descobrir primer en el sistema dels mesons K i s'està investigant en els mesons B (que contenen quarks b).
Els mesons també proporcionen un mitjà per identificar nous quarks. El mesó J/ψ, descobert de manera independent per equips liderats pels físics nord-americans Samuel C.C. Ting (1936) i Burton Richter (1931-2018) el 1974, demostraren que era un mesó format per un quark c i el seu antiquark. Fou la primera manifestació de l'encant, un nou nombre quàntic, l'existència del qual implica que els quarks estan relacionats en parelles. El descobriment posterior d'un altre mesó pesant, anomenat ípsilon, revelà l'existència del quark b i el seu antiquark acompanyant, i donà lloc a especulacions sobre l'existència d'una partícula companya, el quark t. Aquest sisè tipus de quark, o "sabor", es descobrí el 1995. La prova concloent de la seva existència culminà la recerca d'una de les darreres peces que faltaven en el model estàndard de física de partícules, que descriu les partícules fonamentals i les seves interaccions.

## Característiques

Primer octet de mesons.

La majoria dels mesons tenen una estructura de quark i antiquark, {\displaystyle q{\bar {q}}'}, en què cada quark pot tenir un sabor diferent. Aquests consisteixen en el parell de quark antiquark de valència, més una mar de parelles {\displaystyle q{\bar {q}}} i de gluons virtuals. En el cas general, tenim, doncs, mesons sense sabor, si la suma dels quarks amb un sabor determinat iguala a la suma dels antiquarks del mateix sabor, o mesons amb sabor, si no s'iguala.

## Tipus de mesons
S'han produït i caracteritzat més de 200 tipus de mesons des del primer descobriment, la majoria en experiments d'acceleradors de partícules d'alta energia. Tots els mesons són inestables, amb temps de vida que varien des de 10–8 s fins a menys de 10–22 s. També varien àmpliament en massa, des de 140 MeV/c² fins a gairebé 10 GeV/c².

### Pió
Els pions, o mesons π foren descoberts el 1947, essent els mesons més lleugers. Se'n coneixen tres: π0, π+ i π−. Els pions són els mesons més lleugers, tenen espín zero, i els formen només quarks de la primera generació, és a dir: quarks u i d. Els quarks u i anti-d són els quarks de valència de π+ i per a π- ho són l'anti-u i el d. La superposició dels estats amb el nivell d'energia més baix i amb quarks de valència u–anti-u i d–anti-d formen el π0. La massa dels mesons π± és de 139,57 MeV i la vida mitjana de 2,60 × 10–8 s. En el cas de π0 la massa és de 134,98 MeV i la vida mitjana de 8,4 × 10–17 s. En el cas de π± les desintegracions principals són en un muó i un neutrí i, per tant, es fan mitjançant la interacció dèbil:
{\displaystyle \pi ^{+}\to \mu ^{+}+\nu _{\mu },\quad \pi ^{-}\to \mu ^{-}+{\bar {\nu }}_{\mu }}
El π0 es desintegra en dos fotons. En aquest cas, la interacció electromagnètica n'és la responsable i és per això que la vida mitjana de π0 és més curta que en els casos de π±: {\textstyle \pi ^{0}\to 2\gamma \,}.

### Kaó

Estructura del kaó neutre o mesó K neutre.

Els kaons neutres són importants històricament perquè quan es descobriren a finals de la dècada de 1940, els anomenaren mesons τ i θ, i la seva decadència no se sabia explicar (trencaclosques τ-θ). Les partícules eren idèntiques en massa, i l'únic que aparentment les diferenciava era els seus processos de desintegració i el fet que els dos conjunts diferents de productes de desintegració tenien una paritat diferent. S'havien observat desintegracions de partícules per interaccions fortes o electromagnètiques que conservaven la paritat en les seves desintegracions. Els físics teòrics Tsung-Dao Lee (1926) i Chen Ning Yang (1922) proposaren l'any 1956 que la paritat no calia conservar-se en desintegracions d'interacció febles. El 1957 la física estatunidenca d'origen xinès Chien-Shiung Wu (1912-1997) mostrà aquesta violació de la conservació de la paritat en la desintegració β del cobalt. Fins i tot amb la violació de la paritat, es pensava que la combinació de conjugació de càrrega i paritat deixaria el sistema invariant (invariància CP). Un experiment de Cronin i Fitch el 1964 demostrà que hi havia una petita violació de CP en la desintegració del kaó, de manera que el kaó ha tingut un paper central en les discussions sobre aquestes simetries des d'aquell moment.

### Ípsiló
El mesó ípsilon (ϒ) és un mesó sense sabor format per un quark b i la seva antipartícula. El descobriment del mesó la realitzà un grup de físics liderat per Leon Max Lederman (1922-2018), al Fermilab l'any 1977. Fou la primera partícula descoberta que contenia un quark b, perquè és la més lleugera amb un canal de decaïment simple. Té una vida mitjana d'1,21×10−20 s i una massa aproximada de 9,46 GeV/c2.

### Psió
El mesó psió J/ψ (J/psi) és un mesó de càrrega elèctrica, color, i sabor neutres format per un quark c i un antiquark c («encantats»). Els mesons formats per un estat lligat d'un quark i un antiquark pesants es coneixen generalment com a quarkonium. L'estat J/ψ és la forma més comuna de quarkonium, a causa del seu espín d'1 (vector) i la seva baixa massa en repòs. El J/ψ té una massa de 3,0969 GeV/c² just per sobre de l'estat escalar ηc (2,9836 GeV/c²), i una vida mitjana de 7,2 x 10-21 s.
El seu descobriment fou realitzat de manera independent per dos grups de recerca, l'un en el Centre de l'Accelerador Lineal a Stanford, dirigida per Burton Richter (1931-2018), i l'altre en el Laboratori Nacional Brookhaven, dirigida per Samuel C. C. Ting (1936) del MIT. La importància d'aquest descobriment es destaca pel fet que els canvis posteriors i ràpids en la Física de partícules en aquest moment s'han convertit en coneguts col·lectivament com la Revolució de Novembre. Richter i Ting foren guardonats el Premi Nobel de Física de 1976.

### Mesó B
El mesó B conté un quark b i la seva varietat menys massiva té una massa aproximadament 5,6 vegades la d'un protó. La varietat B conté el quark b juntament amb un quark u o d. Les varietats més exòtiques Bs i Bc contenen el quark b juntament amb un quark s o c, respectivament. L'estudi del mesó B ha demostrat ser fructífer perquè ha confirmat la violació de la simetria CP en la desintegració del mesó B el 2001. En la desintegració del mesó B, es trobà que la violació CP era un efecte més gran que en el cas de la desintegració del kaó, tot i que era un efecte en desintegracions rares, mentre que els experiments amb el kaó mostren un efecte petit en desintegracions comunes.

### Taula dels mesons més importants
| Partícula      | Símbol | Antipartícula | Composició                                                                | Massa (MeV/c2) | Estranyesa, S | Encant, C | Bellesa, B | Vida mitjana {\displaystyle \tau } (s) | Modes decaïment |
| -------------- | ------ | ------------- | ------------------------------------------------------------------------- | -------------- | ------------- | --------- | ---------- | -------------------------------------- | --------------- |
| Pió            | π+     | π–            | {\displaystyle u{\bar {d}}}                                               | 139,6          | 0             | 0         | 0          | 2,60 × 10–8                            | μ+νμ            |
| Pió            | π0     | Self          | {\displaystyle {\frac {u{\bar {u}}-d{\bar {d}}}{\sqrt {2}}}}              | 135,0          | 0             | 0         | 0          | 0,83 × 10–16                           | 2γ              |
| Kaó            | K+     | K–            | {\displaystyle u{\bar {s}}}                                               | 493,7          | +1            | 0         | 0          | 1,24 × 10–8                            | μ+νμ, π+π0      |
| Kaó            | K0s    | K0s           | 1*                                                                        | 497,7          | +1            | 0         | 0          | 0,89 × 10–10                           | π+π-,2π0        |
| Kaó            | K0L    | K0L           | 1*                                                                        | 497,7          | +1            | 0         | 0          | <5,2 × 10–8                            | π+e-νe          |
| Mesó eta       | η0     | Self          | {\displaystyle {\frac {u{\bar {u}}+d{\bar {d}}-2s{\bar {s}}}{\sqrt {6}}}} | 548,8          | 0             | 0         | 0          | <10–18                                 | 2γ, 3μ          |
| Mesó eta prima | η0'    | Self          | {\displaystyle {\frac {u{\bar {u}}+d{\bar {d}}-2s{\bar {s}}}{\sqrt {6}}}} | 958            | 0             | 0         | 0          | ...                                    | π+π-η           |
| Mesó rho       | ρ+     | ρ-            | {\displaystyle u{\bar {d}}}                                               | 770            | 0             | 0         | 0          | 0,4 ×10–23                             | π+π0            |
| Mesó rho       | ρ0     | Self          | {\displaystyle u{\bar {u}},\,d{\bar {d}}}                                 | 770            | 0             | 0         | 0          | 0,4 × 10–23                            | π+π-            |
| Mesó omega     | ω0     | Self          | {\displaystyle u{\bar {u}},\,d{\bar {d}}}                                 | 782            | 0             | 0         | 0          | 0,8 × 10–22                            | π+π-π0          |
| Mesó phi       | φ      | Self          | {\displaystyle s{\bar {s}}}                                               | 1 020          | 0             | 0         | 0          | 20 × 10–23                             | K+K-,K0K0       |
| Mesó D         | D+     | D–            | {\displaystyle c{\bar {d}}}                                               | 1 869,4        | 0             | +1        | 0          | 10,6 × 10–13                           | K + _, e + _    |
| Mesó D         | D0     | D0            | {\displaystyle c{\bar {u}}}                                               | 1 864,6        | 0             | +1        | 0          | 4,2 × 10–13                            | [K,μ,e] + _     |
| Mesó D         | D+s    | D–s           | {\displaystyle c{\bar {s}}}                                               | 1 969          | +1            | +1        | 0          | 4,7 × 10–13                            | K + _           |
| Mesó J/psi     | J/ψ    | Self          | {\displaystyle c{\bar {c}}}                                               | 3 096,9        | 0             | 0         | 0          | 0,8 × 10–20                            | e+e-, μ+μ-...   |
| Mesó B         | B-<    | B+            | {\displaystyle b{\bar {u}}}                                               | 5 279          | 0             | 0         | -1         | 1,5 × 10–12                            | D0 + _          |
| Mesó B         | B0     | B0            | {\displaystyle b{\bar {d}}}                                               | 5 279          | 0             | 0         | -1         | 1,5 × 10–12                            | D0 + _          |
| Mesó Bs        | Bs0    | Bs0           | {\displaystyle s{\bar {b}}}                                               | 5 370          | -1            | 0         | -1         | ...                                    | B-s + _         |
| Mesó upsilon   | ϒ      | Self          | {\displaystyle b{\bar {b}}}                                               | 9 460,4        | 0             | 0         | 0          | 1,3 × 10–20                            | e+e-, μ+μ-.     |